# Nieporęt (gmina)

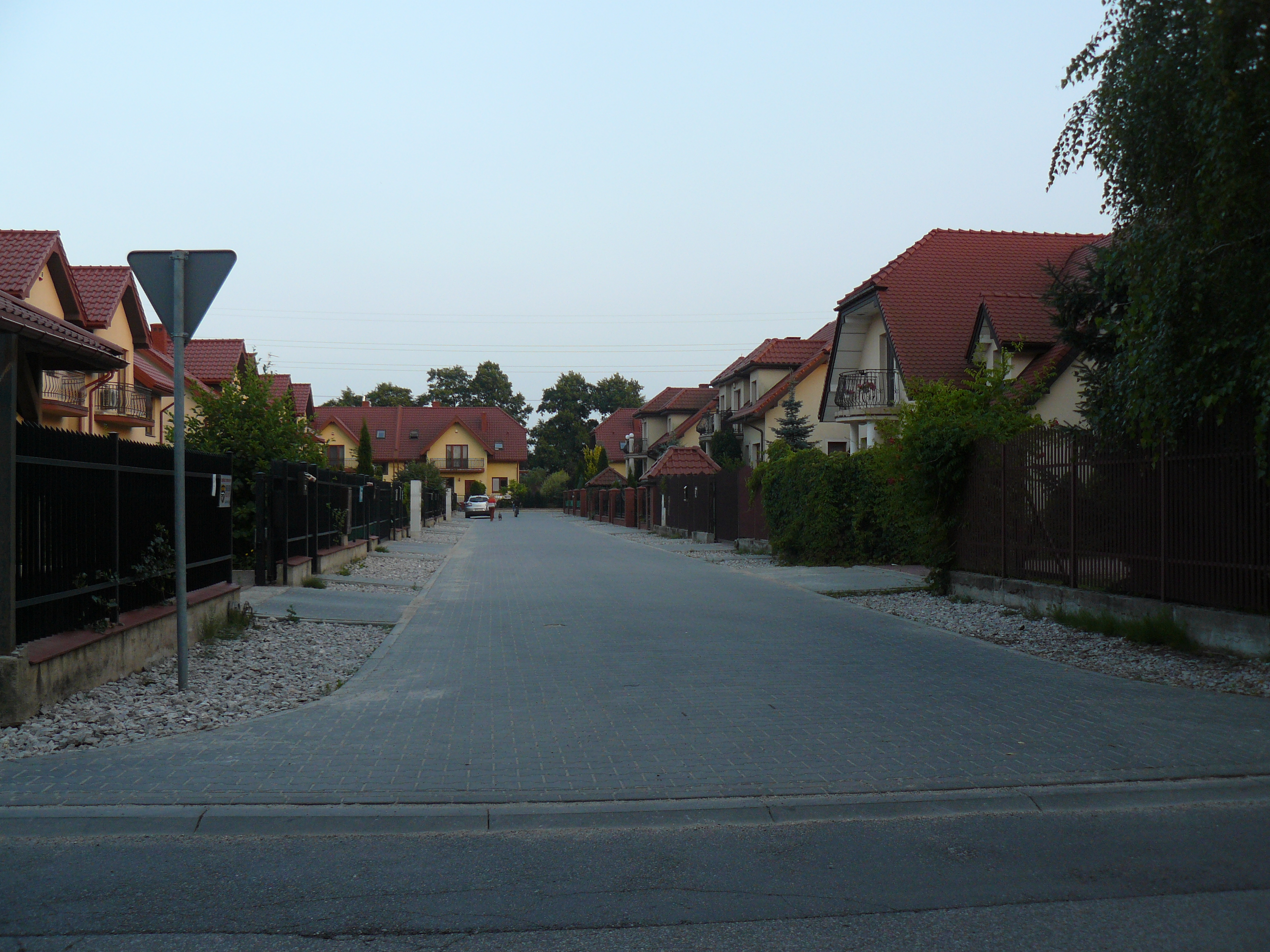
Michałów Grabina, ul. Przyrodnicza

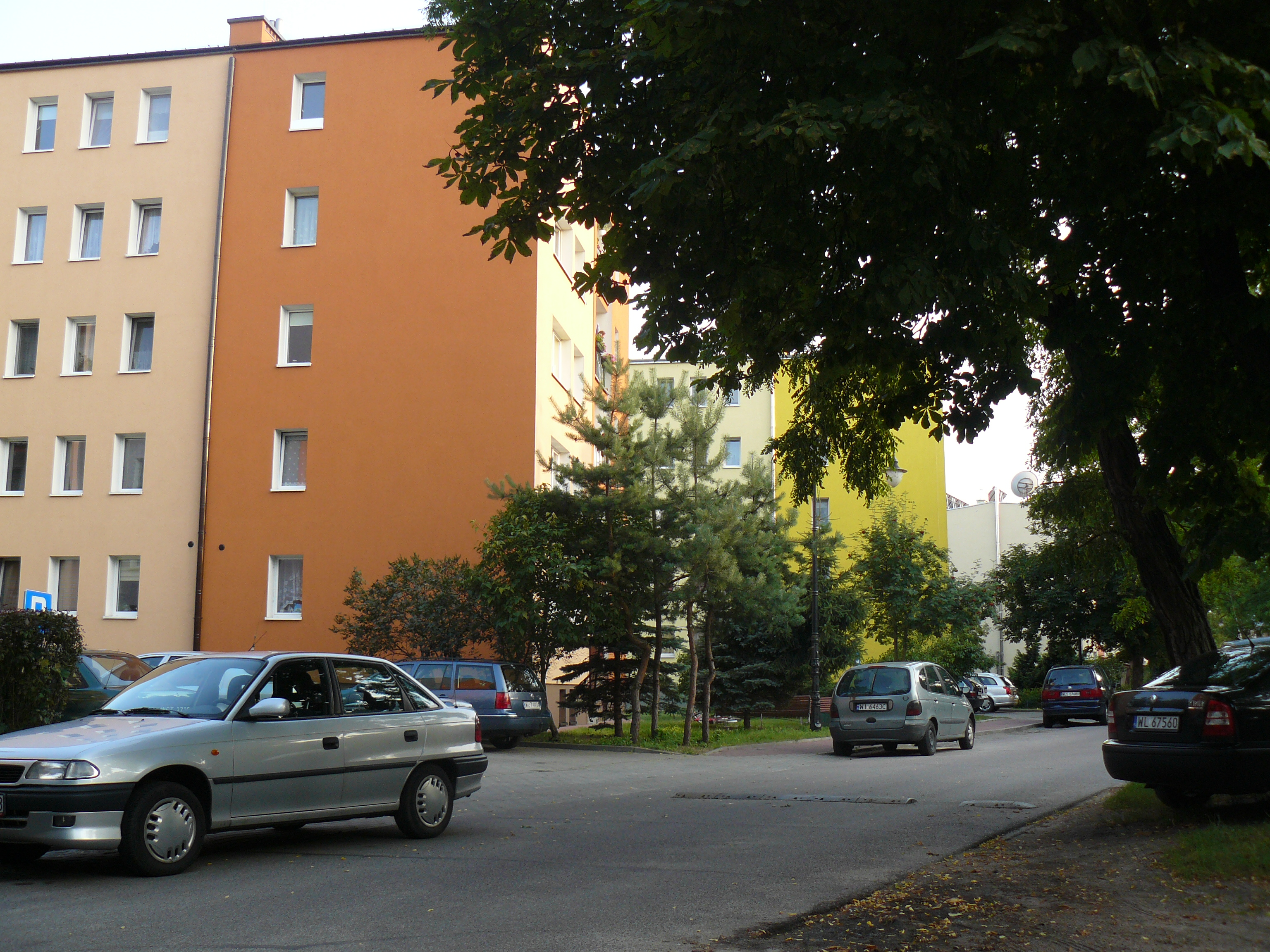
Zegrze Płd., Osiedle Wojskowe

Nieporęt – gmina wiejska w województwie mazowieckim, w powiecie legionowskim.
Siedziba gminy to Nieporęt.
Według danych z lutego 2008 gminę zamieszkiwało 11 252 Natomiast według danych z 31 grudnia 2017 roku gminę  zamieszkiwało 14 369 osób.

## Historia

### 1867–1954
Gmina Nieporęt powstała 13 stycznia 1867 roku w związku z reformą gminną w Królestwie Polskim. Należała do powiatu warszawskiego w guberni warszawskiej.
Około 1877 roku do gmin Nieporęt włączono zniesioną gminę Wieliszew.
W okresie międzywojennym gmina Nieporęt należała do powiatu warszawskiego w woj. warszawskim.
20 października 1933 gminę podzielono na 14 gromad: Augustów, Augustówek, Białobrzegi, Kąty Grodziskie, Kąty Węgierskie, Kobiałka, Komornica, Nieporęt, Olesin, Poddębie, Stanisławów, Wieliszew, Wojdy i Zagroby (w skład tej ostatniej weszły także Zegrze i Zegrze Park z gminy Zegrze w powiecie pułtuskim).
Podczas II wojny światowej gmina znalazła się w Generalnym Gubernatorstwie, w dystrykcie warszawskim. Okupant przekształcił gromadę Zagroby w gromadę Zegrze. W 1943 roku gmina Nieporęt liczyła 7377 mieszkańców i składała się z 14 gromad (Dorfgemeinden): Augustów (116 mieszkańców), Augustówek (68), Białobrzegi (195), Kąty Grodziskie (275), Kąty Węgierskie (725), Kobiałka (243), Komornica (57), Nieporęt (1547), Olesin (213), Poddębie (123), Stanisławów (884), Wieliszew (1351), Wojdy (203) i Zegrze (1377).
Po wojnie gmina reasumowała przynależność administracyjną do powiatu warszawskiego w województwie warszawskim. Powstały cztery nowe gromady: Aleksandrów i Izabelin (z gromady Stanisławów) oraz Rembelszczyzna i Wola Aleksandrowska (z gromady Kąty Węgierskie). Gromadę Wojdy przekształcono w gromadę Wojdy-Mańki.
1 lipca 1952 część obszaru gminy Nieporęt weszła w skład nowo utworzonej gminy Pustelnik w nowo utworzonym powiecie wołomińskim (Augustów, Augustówek, Kąty Grodziskie, Kobiałka, Olesin i Wojdy-Mańki) oraz nowo utworzonej gminy Skrzeszew (Komornica, Poddębie i Wieliszew) w nowo utworzonym powiecie nowodworskim. Do gminy Nieporęt włączono natomiast gromady Michałów-Grabina i Szamocin z gminy Jabłonna w powiecie warszawskim oraz gromady Rynia, Wólka Radzymińska i Beniaminów z gminy Radzymin ze znoszonego powiatu radzymińskiego. W skład gromady Beniaminów weszły także półenklawa Łąki i enklawa Dąbkowizna o obszarze 38,4 ha, wyłączone z miasta Radzymina tamże. Tego samego dnia zniesiono powiat warszawski, a gminę Nieporęt włączono do nowo utworzonego powiatu nowodworskiego; składała się ona wówczas z 14 gromad: Aleksandrów, Beniaminów, Białobrzegi, Izabelin, Kąty Węgierskie, Michałów-Grabina, Nieporęt, Rembelszczyzna, Rynia, Stanisławów, Szamocin, Wola Aleksandrowska, Wólka Radzymińska i Zegrze.
Gminę zniesiono 29 września 1954 wraz z reformą wprowadzającą gromady w miejsce gmin:

### Od 1973
Gminę Nieporęt reaktywowano 1 stycznia 1973 w związku kolejną reformą administracyjną kraju, lecz o innych granicach. W jej skład weszło 26 sołectw: Aleksandrów, Augustów, Augustówek, Beniaminów, Białobrzegi, Brzeziny, Grodzisk, Izabelin, Józefów I, Józefów II, Kąty Grodziskie, Kąty Węgierskie, Kobiałka, Lewandów, Mańki-Wojdy, Michałów-Grabina, Michałów-Reginów, Nieporęt, Olesin, Rembelszczyzna, Rynia, Stanisławów I, Stanisławów II, Szamocin,  Wola Aleksandra i Zegrze Południowe. Dziewięć z tych sołectw włączono tego samego dnia do powiatu nowodworskiego z powiatu wołomińskiego (Augustów, Augustówek, Brzeziny, Grodzisk, Kąty Grodziskie, Kobiałka, Lewandów, Mańki-Wojdy i Olesin). W sumie nowa gmina Nieporęt objęła obszary przedwojennych gmin: Nieporęt, Bródno, Jabłonna i Radzymin oraz powojenych gmin: Jabłonna, Marki, Nieporęt, Pustelnik i Skrzeszew.
W latach 1975–1998 gmina położona była w stołecznym województwie warszawskim.
1 sierpnia 1977 z gminy Nieporęt wyłączono sołectwa Augustów, Augustówek, Brzeziny, Grodzisk, Kąty Grodziskie, Kobiałka, Lewandów, Mańki-Wojdy, Olesin i Szamocin, włączając je do Warszawy.
Od reformy 1 stycznia 1999 gmina Nieporęt należy do powiatu legionowskiego w województwie mazowieckim.
31 lipca 2007 z gminy Nieporęt wyłączono Michałów-Reginów (449,27 ha) włączając go do gminy Wieliszew.
1 stycznia 2014 do gminy Nieporęt włączono części obszaru obrębu ewidencyjnego Łąki o powierzchni 41,00 ha z gminy Radzymin w powiecie wołomińskim.

## Struktura użytkowania gruntów
Po przyłączeniu Michałowa-Reginowa do sąsiedniej Gminy Wieliszew w 2008 roku gmina Nieporęt zajmowała obszar o powierzchni 9567 ha (co stanowi 24,5% powierzchni powiatu), w tym:
- użytki rolne: 36%
- użytki leśne: 45%

## Demografia

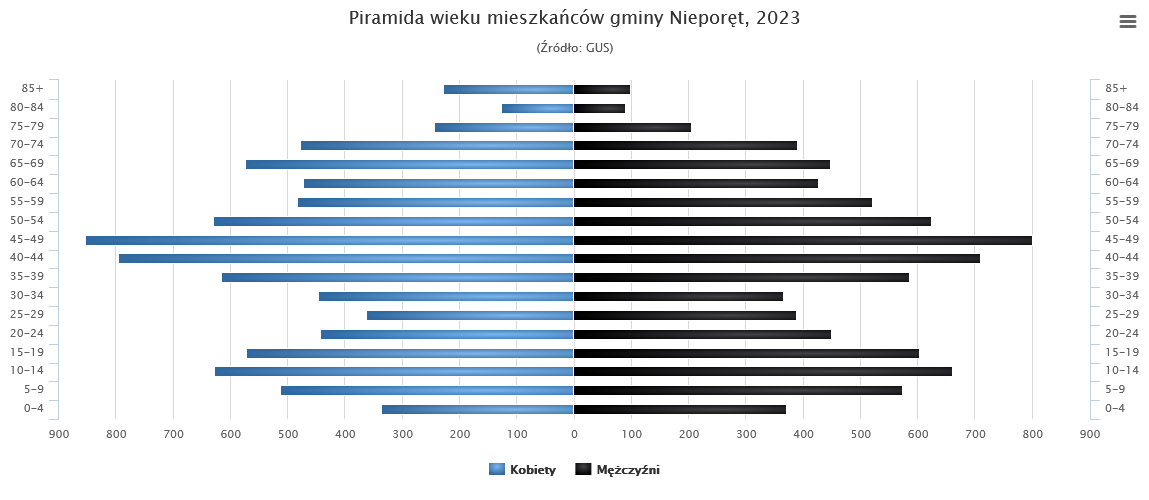
Piramida wieku dla gminy Nieporęt (2023)

Dane z grudnia 2023:
| Opis      | Ogółem | Ogółem | Kobiety | Kobiety | Mężczyźni | Mężczyźni |
| --------- | ------ | ------ | ------- | ------- | --------- | --------- |
| jednostka | osób   | %      | osób    | %       | osób      | %         |
| populacja | 17 330 | 100    | 8 890   | 51,3    | 8 440     | 48,7      |

## Komunikacja
- Autobusy ZTM Warszawa – 705, 735, 736.
- Autobusy lokalne - L8, L31, L45.
- Bezpłatne linie Powiatu Legionowskiego - 10P
- Linie SKM Warszawa - S4, S40
- Linie Kolei Mazowieckich - RE92, RE91

## Kultura
- Gminny Ośrodek Kultury w Nieporęcie.
- Biblioteka Publiczna Gminy Nieporęt.

## Sport
- Kluby piłkarskie Rotavia Nieporęt oraz Madziar Nieporęt obecnie występują w A Klasie I Grupy Warszawskiej
- OSiR Nieporęt – pływanie, zajęcia prowadzone są na basenie w Stanisławowie Pierwszym.
- Port Jachtowy Nieporęt – żeglarstwo i windsurfing.
- K.S. Wólka Radzymińska – piłka nożna.
- Ośrodek Sportów Wodnych AZS Środowisko Warszawa w Zegrzu Płd. – szkolenia żeglarskie i motorowodne.
- UKS Dębina Nieporęt – siatkówka.
- UKS Pilawa Białobrzegi – judo.
- JBD Nieporęt - piłka nożna.
- KS Rynia - piłka nożna.

## Sołectwa
Aleksandrów, Beniaminów, Białobrzegi, Izabelin, Józefów, Kąty Węgierskie, Michałów-Grabina, Rembelszczyzna, Nieporęt, Rynia, Stanisławów Pierwszy, Stanisławów Drugi, Wola Aleksandra, Wólka Radzymińska, Zegrze Południowe.

## Sąsiednie gminy
Jabłonna, Legionowo, Marki, Radzymin, Serock, m.st. Warszawa, Wieliszew